# Borgerligt Centrum Ungdom
Borgerligt Centrum Ungdom var en dansk politisk ungdomsorganisation, som var en del af Borgerligt Centrum.
Borgerligt Centrum Ungdom blev ligesom Borgerligt Centrum stiftet 6. januar 2009 på Christiansborg og havde fra starten Elise Patricia Rasmussen som formand. Hanna Ella Sandvik blev på et ekstraordinært landsmøde i marts valgt til formand. Borgerligt Centrum Ungdoms daværende ledelse gik med Simon Emil Ammitzbøll til Liberal Alliance, men organisationen kørte stadig videre i Borgerligt Centrum. I 2010 blev Andreas Steno konstitueret som formand. Borgerligt Centrum Ungdom blev ligesom Borgerligt Centrum nedlagt i 2011.
BC Ungdom var knyttet tæt til moderpartiet ved ikke at være en selvstændig forening, men være en afdeling af moderpartiet på linje med regionerne. Borgerligt Centrum ville have de unge med i alle beslutninger.[kilde mangler]